# Forte de Quelba
O Forte de Quelba localizava-se em Quelba, nos Emirados Árabes Unidos.

## História
No contexto da Dinastia Filipina, esta praça islâmica no golfo de Omã, tributária do reino de Ormuz, foi conquistada por forças portuguesas sob o comando de Gaspar Pereira Leite em março de 1624.
Encontra-se referida por António Bocarro no Livro das Plantas de Todas as Fortalezas, com ilustração de Pedro Barreto de Resende (1635).

## Características
Feita de adobe "à maneira dos mouros", conforme descrição de Bocarro, apresentava planta no formato quadrangular com cerca de 35 metros de lado, baluartes nos vértices (dois hexagonais, um quadrangular e um pentagonal). O bauarte pentagonal defendia a casa do capitão, dominada por uma torre.
A povoação era defendida pelo lado de terra por uma muralha, reforçadas por dois baluartes nos extremos.
A defesa era complementada por um baluarte menor, defendendo a praia.